# Mezinárodní asociace ostrovních her
Mezinárodní asociace ostrovních her (IIGA, dříve IGA, anglicky: International Island Games Association) je organizace, která má za cíl pořádat sportovní turnaj Ostrovní hry, který se koná každé dva roky. Tohoto turnaje se účastní sportovní reprezentace některých ostrovů a jiných menších teritorií, která jsou většinou závislými územími některých států.

## Současní členové
V současnosti má IGA 24 členů:
| - Alandy - Alderney - Bermudy - Faerské ostrovy - Falklandské ostrovy - Frøya - Gibraltar - Gotland | - Grónsko - Guernsey - Hitra - Jersey - Kajmanské ostrovy - Menorka - Orkneje - Ostrov Man | - Ostrov Wight - Saaremaa - Sark - Shetlandy - Svatá Helena, Ascension a Tristan da Cunha - Vnější Hebridy - Ynys Môn/Anglesey - Gozo |

### Bývalí členové
- Island
- Malta
- Ostrov Prince Edwarda
- Rhodos